# 曼斯菲尔德·史密斯-卡明
曼斯菲尔德·乔治·史密斯-卡明爵士KCMG CB（1859年4月1日—1923年6月14日）是一名英国海军军官，秘密情报局（军情六处，SIS）的第一任局长。

## 起源
曼斯菲尔德·史密斯-卡明是诺丁汉银行家阿贝尔·史密斯（Abel Smith）次子南海公司和东印度公司的董事约翰·史密斯的玄孙。阿贝尔·史密斯创立的业务后来成为现在是英国最大的银行之一的国民威斯敏斯特银行。 曼斯菲爾德的父亲是托马斯·安吉尼斯·史密斯。

## 早期海军生涯
曼斯菲尔德·史密斯从12岁起加入皇家海军并在达特茅斯接受训练，并在1878年成为代理副中尉。他于1877年被派往HMS Bellerophon，并在接下来的七年中服役于打击马来海盗和1883年在埃及的行动。然而，他越来越患晕船，并于 1885 年被列入“不宜服役”的退役名单。在被任命为特勤局（Secret Sevice Bureau，SSB）的负责人之前，他在汉布尔河上的伯斯莱登从事围墙防御工作。
他在1889年与马里县福雷斯附近洛吉（Logie）的女继承人莱斯利·玛丽安·瓦利安特-卡明（Marian Valiant-Cumming）结婚后，冠以卡明的姓氏。

## SIS负责人

### 1914年前
1909年，弗农·凯尔少校（后来成为上校爵士）成为新的特勤局局长，并创建了对所有居住在英格兰的德国人都是间谍的公众舆论的回应。1911年，各安全组织在局下重组，凯尔的部门成为对内部门，卡明的部门成为新的对外部门，负责对英国以外的所有业务。在下面的几年里，他被称为“C”，他有时会用绿色的“C”来签名。这种习惯成为后来导演的习惯，尽管“C”现在代表“首席”。伊恩·弗莱明从詹姆斯·邦德的小说中汲取了这些方面为他的“M”角色。
1914年，他在法国遭遇了一场严重的交通事故，他的儿子丧生。他的左脚在事故发生后的第二天被截肢。之后他有时会锐器突然刺伤他的假腿打断办公室的会议，操弄与会人员。
在第一次世界大战之前，部门预算受到严重限制，卡明开始严重依赖西德尼·赖利（又名间谍王牌），他是在圣彼得堡的真实性可疑的秘密特工。

### 第一次世界大战
战争爆发时，他能够与弗农·凯尔和特别部门的巴兹尔·汤姆森爵士合作，在英格兰逮捕了22名德国间谍。11人被处决，罗杰凯斯门特爵士也在1916年被判犯有叛国罪。战争期间，办事处更名，国内部门变成了军情五处又称安全局，而卡明的外国部门变成了军情六处又称秘密情报局。在战争期间为军情六处工作的代理人包括奥古斯都·琼脂、保罗·杜克斯、约翰·巴肯、康普顿·麦肯齐和W.萨默塞特·毛姆。
当SSB发现精液是一种很好的隐形墨水时，他的代理人采用了“每个人都有自己的风格”的座右铭。然而，由于精液对最终接收者产生的气味，停止使用精液作为隐形墨水。这还对特工的手淫习惯提出了质疑。 

### 在爱尔兰
1919年1月，政府情报委员会决定削减凯尔的预算和人员，并将军情五处隶属于新的内政部民事情报局，该局由特别部门的巴兹尔·汤姆森爵士领导。军情五处和特别部门的强大伙伴关系在战争期间曾管理过反情报和颠覆活动，但突然陷入混乱。这些官僚阴谋发生在爱尔兰弃权党新芬党和爱尔兰共和军（IRA）发起他们自己的独立运动时。
曼斯菲尔德·卡明和SIS（当时的MI1(c)）在1920年中期在爱尔兰组织了一个新的间谍单位，称为都柏林地区特别分部（Dublin Distric Special Branch）。它由大约20名来自正规军的一线军官组成，并由伦敦卡明的部门训练。卡明还开始从埃及、巴勒斯坦和印度将他自己的一些资深案件官员引进爱尔兰，而巴兹尔汤姆森则组织了一个由60名爱尔兰街头特工组成的特殊部队，由伦敦苏格兰场的通讯管理。

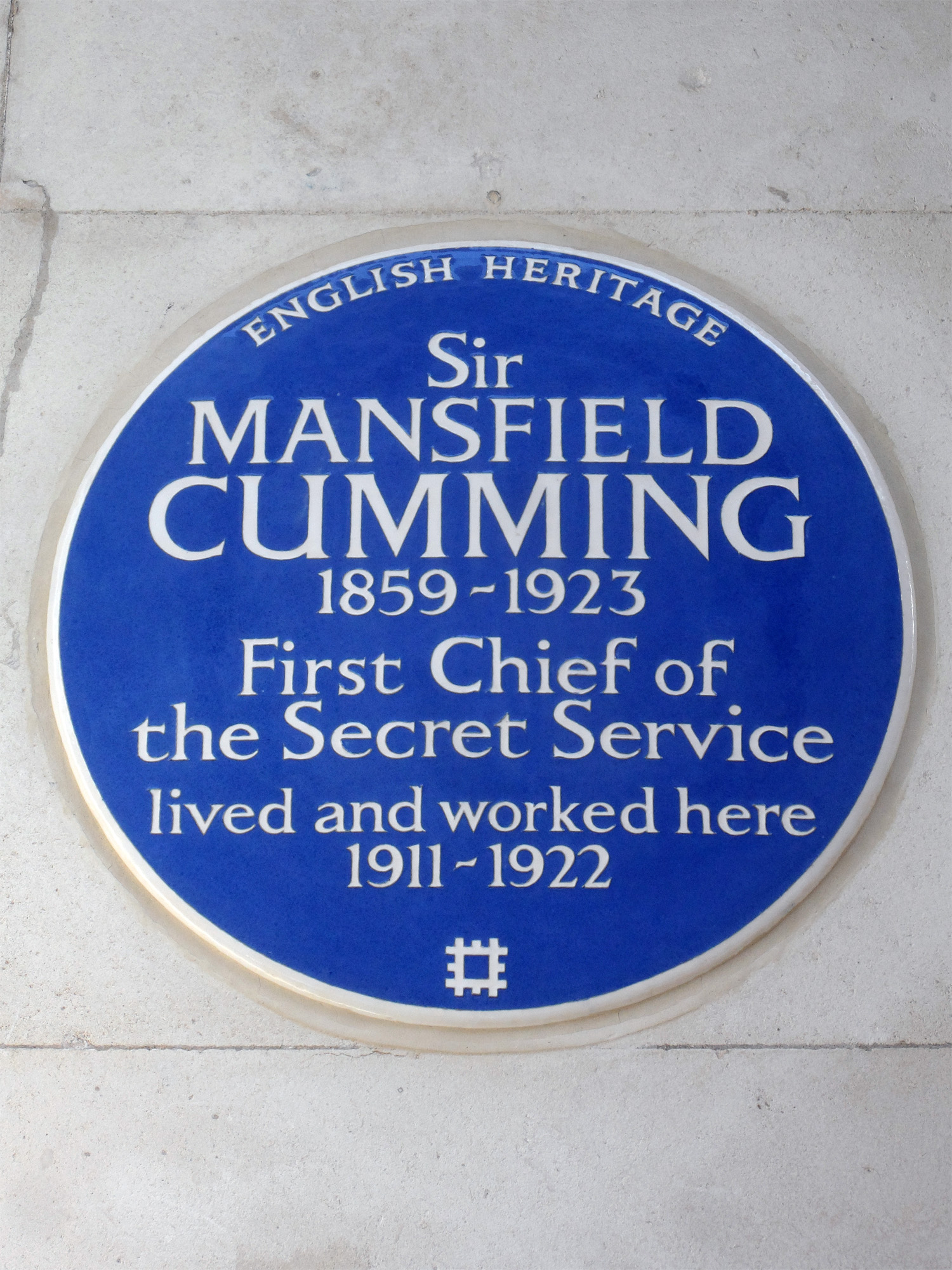
英国遗产蓝色牌匾在 2 Whitehall Court, London SW1A 2EJ

1920年11月21日星期日，爱尔兰共和军总部情报人员及其在迈克尔·柯林斯领导下的特别反情报部门暗杀了14名卡明的案件官员。那天早上，许多特工似乎已经逃离了爱尔兰共和军的行刑队，但白厅担心其更多的专业特工会被发现并遭受同样的命运，这促使大部分剩余的SIS特工在随后的几天里从爱尔兰仓促撤离。2015年3月30日，在白厅法院2 号的SIS总部以卡明的名义揭开了一块蓝色牌匾。